# Mandapa (Java)
Mandapa is een bestuurslaag in het regentschap Majalengka van de provincie West-Java, Indonesië. Mandapa telt 3060 inwoners (volkstelling 2010).